# Clásica de San Sebastián 2023
Clásica de San Sebastián 2023 var den 42. udgave af det spanske cykelløb Clásica de San Sebastián. Det 230,3 km lange linjeløb blev kørt den 29. juli 2023 med start og mål i San Sebastián. Løbet var 26. arrangement på UCI World Tour 2023. Løbet blev vundet af belgiske Remco Evenepoel fra Soudal Quick-Step for tredje gang i karrieren.

## Resultat
| \| Samlede stilling \| Samlede stilling \| Samlede stilling \| Samlede stilling \| Samlede stilling \| \| Rytter \| Rytter \| Hold \| Tid \| \| \| ---------------- \| ------------------- \| ------------------------ \| ---------------- \| ---------------- \| \| 1. \| Remco Evenepoel \| Soudal Quick-Step \| 5t 30' 59" \| \| \| 2. \| Pello Bilbao \| Bahrain Victorious \| + 0" \| \| \| 3. \| Aleksandr Vlasov \| Bora-Hansgrohe \| + 28" \| \| \| 4. \| Neilson Powless \| EF Education-EasyPost \| + 2' 50" \| \| \| 5. \| Jon Izagirre \| Cofidis \| + 2' 57" \| \| \| 6. \| Toms Skujiņš \| Lidl-Trek \| + 3' 02" \| \| \| 7. \| Alex Aranburu \| Movistar Team \| + 3' 02" \| \| \| 8. \| Rui Costa \| Intermarché-Circus-Wanty \| + 3' 02" \| \| \| 9. \| Andrea Bagioli \| Soudal Quick-Step \| + 3' 02" \| \| \| 10. \| Tiesj Benoot \| Jumbo-Visma \| + 3' 02" \| \| \| 11. \| Juan Ayuso \| UAE Team Emirates \| + 3' 02" \| \| \| 12. \| Alberto Bettiol \| EF Education-EasyPost \| + 3' 02" \| \| \| 13. \| Marc Hirschi \| UAE Team Emirates \| + 3' 02" \| \| \| 14. \| Clément Champoussin \| Arkéa-Samsic \| + 3' 02" \| \| \| 15. \| Carlos Rodríguez \| Ineos Grenadiers \| + 3' 02" \| \| \| 16. \| Jason Osborne \| Alpecin-Deceuninck \| + 3' 02" \| \| \| 17. \| Mikel Landa \| Bahrain Victorious \| + 3' 02" \| \| \| 18. \| Chris Harper \| Team Jayco AlUla \| + 3' 02" \| \| \| 19. \| Jakob Fuglsang \| Israel-Premier Tech \| + 3' 02" \| \| \| 20. \| Felix Gall \| AG2R Citroën Team \| + 3' 02" \| \| |                     |                          |            |
| |                     |                          |            |
| Kilde: ProCyclingStats |                     |                          |            |
| Samlede stilling |                     |                          |            |
| Rytter | Rytter              | Hold                     | Tid        |
| 1. | Remco Evenepoel     | Soudal Quick-Step        | 5t 30' 59" |
| 2. | Pello Bilbao        | Bahrain Victorious       | + 0"       |
| 3. | Aleksandr Vlasov    | Bora-Hansgrohe           | + 28"      |
| 4. | Neilson Powless     | EF Education-EasyPost    | + 2' 50"   |
| 5. | Jon Izagirre        | Cofidis                  | + 2' 57"   |
| 6. | Toms Skujiņš        | Lidl-Trek                | + 3' 02"   |
| 7. | Alex Aranburu       | Movistar Team            | + 3' 02"   |
| 8. | Rui Costa           | Intermarché-Circus-Wanty | + 3' 02"   |
| 9. | Andrea Bagioli      | Soudal Quick-Step        | + 3' 02"   |
| 10. | Tiesj Benoot        | Jumbo-Visma              | + 3' 02"   |
| 11. | Juan Ayuso          | UAE Team Emirates        | + 3' 02"   |
| 12. | Alberto Bettiol     | EF Education-EasyPost    | + 3' 02"   |
| 13. | Marc Hirschi        | UAE Team Emirates        | + 3' 02"   |
| 14. | Clément Champoussin | Arkéa-Samsic             | + 3' 02"   |
| 15. | Carlos Rodríguez    | Ineos Grenadiers         | + 3' 02"   |
| 16. | Jason Osborne       | Alpecin-Deceuninck       | + 3' 02"   |
| 17. | Mikel Landa         | Bahrain Victorious       | + 3' 02"   |
| 18. | Chris Harper        | Team Jayco AlUla         | + 3' 02"   |
| 19. | Jakob Fuglsang      | Israel-Premier Tech      | + 3' 02"   |
| 20. | Felix Gall          | AG2R Citroën Team        | + 3' 02"   |

## Hold og ryttere
| UCI WorldTeams (18)- AG2R Citroën Team - Alpecin-Deceuninck - Astana Qazaqstan Team - Bahrain Victorious - Bora-Hansgrohe - Cofidis - EF Education-EasyPost - Groupama-FDJ - Ineos Grenadiers - Intermarché-Circus-Wanty - Jumbo-Visma - Lidl-Trek - Movistar Team - Soudal Quick-Step - Arkéa-Samsic - Team DSM-Firmenich - Team Jayco AlUla - UAE Team Emirates UCI ProTeams (7)- Burgos-BH - Caja Rural-Seguros RGA - Equipo Kern Pharma - Euskaltel-Euskadi - Israel-Premier Tech - Lotto Dstny - TotalEnergies |
| |

### Danske ryttere
| Danske ryttere på startlisten |                       |                     |           |
| Rygnummer                     | Rytter                | Hold                | Placering |
| 53                            | Frederik Wandahl      | Bora-Hansgrohe      | 63        |
| 147                           | Johan Price-Pejtersen | Bahrain Victorious  | DNF       |
| 241                           | Mads Würtz Schmidt    | Israel-Premier Tech | DNF       |
| 242                           | Jakob Fuglsang        | Israel-Premier Tech | 19        |

* DNS = stillede ikke til start

* DNF = gennemførte ikke

### Startliste
| Soudal Quick-Step SOQ | Soudal Quick-Step SOQ            | Soudal Quick-Step SOQ |
| --------------------- | -------------------------------- | --------------------- |
| Nr.                   | Rytter                           | Placering             |
| 1                     | Remco Evenepoel (BEL) (landevej) | 1.                    |
| 2                     | Andrea Bagioli (ITA)             | 9.                    |
| 3                     | Julian Alaphilippe (FRA)         | DNF                   |
| 4                     | James Knox (GBR)                 | DNF                   |
| 5                     | Rémi Cavagna (FRA)               | DNF                   |
| 6                     | Pieter Serry (BEL)               | DNF                   |
| 7                     | Mauri Vansevenant (BEL)          | 40.                   |

| AG2R Citroën Team ACT | AG2R Citroën Team ACT   | AG2R Citroën Team ACT |
| --------------------- | ----------------------- | --------------------- |
| Nr.                   | Rytter                  | Placering             |
| 11                    | Alex Baudin (FRA)       | 29.                   |
| 12                    | Clément Berthet (FRA)   | 44.                   |
| 13                    | Franck Bonnamour (FRA)  | DNF                   |
| 14                    | Ben O'Connor (AUS)      | DNF                   |
| 15                    | Felix Gall (AUT)        | 20.                   |
| 16                    | Nicolas Prodhomme (FRA) | DNF                   |
| 17                    | Damien Touzé (FRA)      | DNF                   |

| Alpecin-Deceuninck ADC | Alpecin-Deceuninck ADC  | Alpecin-Deceuninck ADC |
| ---------------------- | ----------------------- | ---------------------- |
| Nr.                    | Rytter                  | Placering              |
| 21                     | Quinten Hermans (BEL)   | DNF                    |
| 22                     | Kristian Sbaragli (ITA) | 54.                    |
| 23                     | Gianni Vermeersch (BEL) | DNF                    |
| 24                     | Jason Osborne (GER)     | 16.                    |
| 25                     | Xandro Meurisse (BEL)   | DNF                    |
| 26                     | Jimmy Janssens (BEL)    | DNF                    |
| 27                     | Tobias Bayer (AUT)      | DNF                    |

| Arkéa-Samsic ARK | Arkéa-Samsic ARK          | Arkéa-Samsic ARK |
| ---------------- | ------------------------- | ---------------- |
| Nr.              | Rytter                    | Placering        |
| 31               | Élie Gesbert (FRA)        | DNF              |
| 32               | Louis Barré (FRA)         | DNF              |
| 33               | Clément Champoussin (FRA) | 14.              |
| 34               | Anthony Delaplace (FRA)   | 43.              |
| 35               | Thibault Guernalec (FRA)  | DNF              |
| 36               | Simon Guglielmi (FRA)     | DNF              |
| 37               | Alessandro Verre (ITA)    | DNF              |

| Astana Qazaqstan Team AST | Astana Qazaqstan Team AST         | Astana Qazaqstan Team AST |
| ------------------------- | --------------------------------- | ------------------------- |
| Nr.                       | Rytter                            | Placering                 |
| 41                        | Aleksej Lutsenko (KAZ) (landevej) | 31.                       |
| 42                        | Jurij Natarov (KAZ)               | HD                        |
| 43                        | Leonardo Basso (ITA)              | DNF                       |
| 44                        | Fabio Felline (ITA)               | 56.                       |
| 45                        | Javier Romo (ESP)                 | DNF                       |
| 46                        | Harold Tejada (COL)               | DNF                       |
| 47                        | Simone Velasco (ITA) (landevej)   | 28.                       |

| Bora-Hansgrohe BOH | Bora-Hansgrohe BOH          | Bora-Hansgrohe BOH |
| ------------------ | --------------------------- | ------------------ |
| Nr.                | Rytter                      | Placering          |
| 51                 | Bob Jungels (LUX)           | DNF                |
| 52                 | Ide Schelling (NED)         | DNF                |
| 53                 | Frederik Wandahl (DEN)      | 63.                |
| 54                 | Matteo Fabbro (ITA)         | 69.                |
| 55                 | Nico Denz (GER)             | DNF                |
| 56                 | Maximilian Schachmann (GER) | 74.                |
| 57                 | Aleksandr Vlasov            | 3.                 |

| Cofidis COF | Cofidis COF              | Cofidis COF |
| ----------- | ------------------------ | ----------- |
| Nr.         | Rytter                   | Placering   |
| 61          | Jon Izagirre (ESP)       | 5.          |
| 62          | Thomas Champion (FRA)    | DNF         |
| 63          | Alexandre Delettre (FRA) | DNF         |
| 64          | Guillaume Martin (FRA)   | 32.         |
| 65          | José Herrada (ESP)       | 87.         |
| 66          | Benjamin Thomas (FRA)    | DNF         |
| 67          | André Carvalho (POR)     | DNF         |

| Team DSM-Firmenich DSM | Team DSM-Firmenich DSM   | Team DSM-Firmenich DSM |
| ---------------------- | ------------------------ | ---------------------- |
| Nr.                    | Rytter                   | Placering              |
| 71                     | Romain Bardet (FRA)      | 38.                    |
| 72                     | Matthew Dinham (AUS)     | 47.                    |
| 73                     | Chris Hamilton (AUS)     | 84.                    |
| 74                     | Andreas Leknessund (NOR) | 90.                    |
| 75                     | Florian Stork (GER)      | 42.                    |
| 76                     | Marco Brenner (GER)      | 93.                    |
| 77                     | Kevin Vermaerke (USA)    | 21.                    |

| EF Education-EasyPost EFE | EF Education-EasyPost EFE  | EF Education-EasyPost EFE |
| ------------------------- | -------------------------- | ------------------------- |
| Nr.                       | Rytter                     | Placering                 |
| 81                        | Neilson Powless (USA)      | 4.                        |
| 82                        | Ben Healy (IRL) (landevej) | 45.                       |
| 83                        | Alberto Bettiol (ITA)      | 12.                       |
| 84                        | Simon Carr (GBR)           | DNF                       |
| 85                        | Andrea Piccolo (ITA)       | DNF                       |
| 86                        | Rigoberto Urán (COL)       | 64.                       |
| 87                        | Odd Christian Eiking (NOR) | 94.                       |

| Groupama-FDJ GFC | Groupama-FDJ GFC         | Groupama-FDJ GFC |
| ---------------- | ------------------------ | ---------------- |
| Nr.              | Rytter                   | Placering        |
| 91               | Bruno Armirail (FRA)     | DNF              |
| 92               | Romain Grégoire (FRA)    | 73.              |
| 93               | Matthieu Ladagnous (FRA) | DNF              |
| 94               | Reuben Thompson (NZL)    | 58.              |
| 95               | Rudy Molard (FRA)        | 36.              |
| 96               | Quentin Pacher (FRA)     | DNF              |
| 97               | Lars van den Berg (NED)  | 75.              |

| Intermarché-Circus-Wanty ICW | Intermarché-Circus-Wanty ICW | Intermarché-Circus-Wanty ICW |
| ---------------------------- | ---------------------------- | ---------------------------- |
| Nr.                          | Rytter                       | Placering                    |
| 101                          | Rui Costa (POR)              | 8.                           |
| 102                          | Biniam Girmay (ERI)          | DNF                          |
| 103                          | Laurens Huys (BEL)           | DNF                          |
| 104                          | Aimé De Gendt (BEL)          | 70.                          |
| 105                          | Lorenzo Rota (ITA)           | 30.                          |
| 106                          | Loïc Vliegen (BEL)           | DNF                          |
| 107                          | Georg Zimmermann (GER)       | DNF                          |

| Ineos Grenadiers IGD | Ineos Grenadiers IGD        | Ineos Grenadiers IGD |
| -------------------- | --------------------------- | -------------------- |
| Nr.                  | Rytter                      | Placering            |
| 111                  | Carlos Rodríguez (ESP)      | 15.                  |
| 112                  | Jhonatan Narváez (ECU)      | 72.                  |
| 113                  | Brandon Rivera (COL)        | DNF                  |
| 114                  | Omar Fraile (ESP)           | DNF                  |
| 115                  | Ben Tulett (GBR)            | DNF                  |
| 116                  | Luke Plapp (AUS) (landevej) | DNF                  |
| 117                  | Ben Turner (GBR)            | HD                   |

| Movistar Team MOV | Movistar Team MOV         | Movistar Team MOV |
| ----------------- | ------------------------- | ----------------- |
| Nr.               | Rytter                    | Placering         |
| 121               | Alex Aranburu (ESP)       | 7.                |
| 122               | Iván García Cortina (ESP) | 27.               |
| 123               | Iván Romeo (ESP)          | 79.               |
| 124               | Lluís Mas (ESP)           | DNF               |
| 125               | José Joaquín Rojas (ESP)  | DNF               |
| 126               | Iván Sosa (COL)           | DNF               |
| 127               | Gorka Izagirre (ESP)      | 26.               |

| Team Jayco AlUla JAY | Team Jayco AlUla JAY       | Team Jayco AlUla JAY |
| -------------------- | -------------------------- | -------------------- |
| Nr.                  | Rytter                     | Placering            |
| 131                  | Michael Matthews (AUS)     | DNF                  |
| 132                  | Hagos Welay Berhe (ETH)    | 41.                  |
| 133                  | Jan Maas (NED)             | 67.                  |
| 134                  | Felix Engelhardt (GER)     | 85.                  |
| 135                  | Chris Harper (AUS)         | 18.                  |
| 136                  | Alessandro De Marchi (ITA) | DNF                  |
| 137                  | Lawson Craddock (USA)      | DNF                  |

| Bahrain Victorious TBV | Bahrain Victorious TBV      | Bahrain Victorious TBV |
| ---------------------- | --------------------------- | ---------------------- |
| Nr.                    | Rytter                      | Placering              |
| 141                    | Pello Bilbao (ESP)          | 2.                     |
| 142                    | Mikel Landa (ESP)           | 17.                    |
| 143                    | Santiago Buitrago (COL)     | 61.                    |
| 144                    | Yukiya Arashiro (JPN)       | DNF                    |
| 145                    | Jonathan Milan (ITA)        | DNF                    |
| 146                    | Edoardo Zambanini (ITA)     | DNF                    |
| 147                    | Johan Price-Pejtersen (DEN) | DNF                    |

| Lidl-Trek LTK | Lidl-Trek LTK                  | Lidl-Trek LTK |
| ------------- | ------------------------------ | ------------- |
| Nr.           | Rytter                         | Placering     |
| 151           | Tony Gallopin (FRA)            | DNF           |
| 152           | Julien Bernard (FRA)           | 48.           |
| 153           | Kenny Elissonde (FRA)          | 33.           |
| 154           | Bauke Mollema (NED)            | 50.           |
| 155           | Marc Brustenga (ESP)           | DNF           |
| 156           | Mathias Vacek (CZE) (landevej) | DNF           |
| 157           | Toms Skujiņš (LAT)             | 6.            |

| Jumbo-Visma TJV | Jumbo-Visma TJV            | Jumbo-Visma TJV |
| --------------- | -------------------------- | --------------- |
| Nr.             | Rytter                     | Placering       |
| 161             | Tiesj Benoot (BEL)         | 10.             |
| 162             | Edoardo Affini (ITA)       | DNF             |
| 163             | Lennard Hofstede (NED)     | DNF             |
| 164             | Thomas Gloag (GBR)         | 86.             |
| 165             | Gijs Leemreize (NED)       | 49.             |
| 166             | Timo Roosen (NED)          | DNF             |
| 167             | Nathan Van Hooydonck (BEL) | 25.             |

| UAE Team Emirates UAD | UAE Team Emirates UAD         | UAE Team Emirates UAD |
| --------------------- | ----------------------------- | --------------------- |
| Nr.                   | Rytter                        | Placering             |
| 171                   | Juan Ayuso (ESP)              | 11.                   |
| 172                   | Sjoerd Bax (NED)              | DNF                   |
| 173                   | George Bennett (NZL)          | 23.                   |
| 174                   | Domen Novak (SLO)             | 76.                   |
| 175                   | Alessandro Covi (ITA)         | 91.                   |
| 176                   | Marc Hirschi (SUI) (landevej) | 13.                   |
| 177                   | Diego Ulissi (ITA)            | 57.                   |

| Burgos-BH BBH | Burgos-BH BBH              | Burgos-BH BBH |
| ------------- | -------------------------- | ------------- |
| Nr.           | Rytter                     | Placering     |
| 181           | Ander Okamika (ESP)        | 78.           |
| 182           | José Manuel Díaz (ESP)     | DNF           |
| 183           | Eric Fagúndez (URU)        | 81.           |
| 184           | Andrés Camilo Ardila (COL) | DNF           |
| 185           | Victor Langellotti (MON)   | DNF           |
| 186           | Mario Aparicio (ESP)       | 68.           |
| 187           | Clément Alleno (FRA)       | HD            |

| Caja Rural-Seguros RGA CJR | Caja Rural-Seguros RGA CJR | Caja Rural-Seguros RGA CJR |
| -------------------------- | -------------------------- | -------------------------- |
| Nr.                        | Rytter                     | Placering                  |
| 191                        | Fernando Barceló (ESP)     | 71.                        |
| 192                        | Jokin Murguialday (ESP)    | 60.                        |
| 193                        | Joel Nicolau (ESP)         | 66.                        |
| 194                        | Abel Balderstone (ESP)     | 37.                        |
| 195                        | Michal Schlegel (CZE)      | 39.                        |
| 196                        | Julen Amezqueta (ESP)      | 83.                        |
| 197                        | Josu Etxeberria (ESP)      | DNF                        |

| Equipo Kern Pharma EKP | Equipo Kern Pharma EKP | Equipo Kern Pharma EKP |
| ---------------------- | ---------------------- | ---------------------- |
| Nr.                    | Rytter                 | Placering              |
| 201                    | Roger Adrià (ESP)      | 46.                    |
| 202                    | Urko Berrade (ESP)     | 34.                    |
| 203                    | Pablo Castrillo (ESP)  | 24.                    |
| 204                    | Iñigo Elosegui (ESP)   | DNF                    |
| 205                    | Jordi López (ESP)      | DNF                    |
| 206                    | Pau Miquel (ESP)       | 51.                    |
| 207                    | Ibon Ruiz (ESP)        | 72.                    |

| Euskaltel-Euskadi EUS | Euskaltel-Euskadi EUS   | Euskaltel-Euskadi EUS |
| --------------------- | ----------------------- | --------------------- |
| Nr.                   | Rytter                  | Placering             |
| 211                   | Xabier Isasa (ESP)      | DNF                   |
| 212                   | Txomin Juaristi (ESP)   | 92.                   |
| 213                   | Ibai Azurmendi (ESP)    | 77.                   |
| 214                   | Xabier Azparren (ESP)   | DNF                   |
| 215                   | Mikel Iturria (ESP)     | 65.                   |
| 216                   | Xabier Berasategi (ESP) | 88.                   |
| 217                   | Joan Bou (ESP)          | 35.                   |

| TotalEnergies TEN | TotalEnergies TEN        | TotalEnergies TEN |
| ----------------- | ------------------------ | ----------------- |
| Nr.               | Rytter                   | Placering         |
| 221               | Mathieu Burgaudeau (FRA) | DNF               |
| 222               | Jérémy Cabot (FRA)       | DNF               |
| 223               | Víctor de la Parte (ESP) | 89.               |
| 224               | Fabien Grellier (FRA)    | DNF               |
| 225               | Alan Jousseaume (FRA)    | 59.               |
| 226               | Pierre Latour (FRA)      | DNF               |
| 227               | Mattéo Vercher (FRA)     | DNF               |

| Lotto Dstny LTD | Lotto Dstny LTD          | Lotto Dstny LTD |
| --------------- | ------------------------ | --------------- |
| Nr.             | Rytter                   | Placering       |
| 231             | Johannes Adamietz (GER)  | 53.             |
| 232             | Arjen Livyns (BEL)       | DNF             |
| 233             | Mathijs Paasschens (NED) | DNF             |
| 234             | Eduardo Sepúlveda (ARG)  | 52.             |
| 235             | Liam Slock (BEL)         | HD              |
| 236             | Harry Sweeny (AUS)       | 22.             |
| 237             | Jarrad Drizners (AUS)    | DNF             |

| Israel-Premier Tech IPT | Israel-Premier Tech IPT  | Israel-Premier Tech IPT |
| ----------------------- | ------------------------ | ----------------------- |
| Nr.                     | Rytter                   | Placering               |
| 241                     | Mads Würtz Schmidt (DEN) | DNF                     |
| 242                     | Jakob Fuglsang (DEN)     | 19.                     |
| 243                     | Omer Goldstein (ISR)     | 80.                     |
| 244                     | Nick Schultz (AUS)       | DNF                     |
| 245                     | Dylan Teuns (BEL)        | DNF                     |
| 246                     | Stephen Williams (GBR)   | 62.                     |
| 247                     | Simon Clarke (AUS)       | 55.                     |

| Soudal Quick-Step SOQ | Soudal Quick-Step SOQ            | Soudal Quick-Step SOQ |
| --------------------- | -------------------------------- | --------------------- |
| Nr.                   | Rytter                           | Placering             |
| 1                     | Remco Evenepoel (BEL) (landevej) | 1.                    |
| 2                     | Andrea Bagioli (ITA)             | 9.                    |
| 3                     | Julian Alaphilippe (FRA)         | DNF                   |
| 4                     | James Knox (GBR)                 | DNF                   |
| 5                     | Rémi Cavagna (FRA)               | DNF                   |
| 6                     | Pieter Serry (BEL)               | DNF                   |
| 7                     | Mauri Vansevenant (BEL)          | 40.                   |

| AG2R Citroën Team ACT | AG2R Citroën Team ACT   | AG2R Citroën Team ACT |
| --------------------- | ----------------------- | --------------------- |
| Nr.                   | Rytter                  | Placering             |
| 11                    | Alex Baudin (FRA)       | 29.                   |
| 12                    | Clément Berthet (FRA)   | 44.                   |
| 13                    | Franck Bonnamour (FRA)  | DNF                   |
| 14                    | Ben O'Connor (AUS)      | DNF                   |
| 15                    | Felix Gall (AUT)        | 20.                   |
| 16                    | Nicolas Prodhomme (FRA) | DNF                   |
| 17                    | Damien Touzé (FRA)      | DNF                   |

| Alpecin-Deceuninck ADC | Alpecin-Deceuninck ADC  | Alpecin-Deceuninck ADC |
| ---------------------- | ----------------------- | ---------------------- |
| Nr.                    | Rytter                  | Placering              |
| 21                     | Quinten Hermans (BEL)   | DNF                    |
| 22                     | Kristian Sbaragli (ITA) | 54.                    |
| 23                     | Gianni Vermeersch (BEL) | DNF                    |
| 24                     | Jason Osborne (GER)     | 16.                    |
| 25                     | Xandro Meurisse (BEL)   | DNF                    |
| 26                     | Jimmy Janssens (BEL)    | DNF                    |
| 27                     | Tobias Bayer (AUT)      | DNF                    |

| Arkéa-Samsic ARK | Arkéa-Samsic ARK          | Arkéa-Samsic ARK |
| ---------------- | ------------------------- | ---------------- |
| Nr.              | Rytter                    | Placering        |
| 31               | Élie Gesbert (FRA)        | DNF              |
| 32               | Louis Barré (FRA)         | DNF              |
| 33               | Clément Champoussin (FRA) | 14.              |
| 34               | Anthony Delaplace (FRA)   | 43.              |
| 35               | Thibault Guernalec (FRA)  | DNF              |
| 36               | Simon Guglielmi (FRA)     | DNF              |
| 37               | Alessandro Verre (ITA)    | DNF              |

| Astana Qazaqstan Team AST | Astana Qazaqstan Team AST         | Astana Qazaqstan Team AST |
| ------------------------- | --------------------------------- | ------------------------- |
| Nr.                       | Rytter                            | Placering                 |
| 41                        | Aleksej Lutsenko (KAZ) (landevej) | 31.                       |
| 42                        | Jurij Natarov (KAZ)               | HD                        |
| 43                        | Leonardo Basso (ITA)              | DNF                       |
| 44                        | Fabio Felline (ITA)               | 56.                       |
| 45                        | Javier Romo (ESP)                 | DNF                       |
| 46                        | Harold Tejada (COL)               | DNF                       |
| 47                        | Simone Velasco (ITA) (landevej)   | 28.                       |

| Bora-Hansgrohe BOH | Bora-Hansgrohe BOH          | Bora-Hansgrohe BOH |
| ------------------ | --------------------------- | ------------------ |
| Nr.                | Rytter                      | Placering          |
| 51                 | Bob Jungels (LUX)           | DNF                |
| 52                 | Ide Schelling (NED)         | DNF                |
| 53                 | Frederik Wandahl (DEN)      | 63.                |
| 54                 | Matteo Fabbro (ITA)         | 69.                |
| 55                 | Nico Denz (GER)             | DNF                |
| 56                 | Maximilian Schachmann (GER) | 74.                |
| 57                 | Aleksandr Vlasov            | 3.                 |

| Cofidis COF | Cofidis COF              | Cofidis COF |
| ----------- | ------------------------ | ----------- |
| Nr.         | Rytter                   | Placering   |
| 61          | Jon Izagirre (ESP)       | 5.          |
| 62          | Thomas Champion (FRA)    | DNF         |
| 63          | Alexandre Delettre (FRA) | DNF         |
| 64          | Guillaume Martin (FRA)   | 32.         |
| 65          | José Herrada (ESP)       | 87.         |
| 66          | Benjamin Thomas (FRA)    | DNF         |
| 67          | André Carvalho (POR)     | DNF         |

| Team DSM-Firmenich DSM | Team DSM-Firmenich DSM   | Team DSM-Firmenich DSM |
| ---------------------- | ------------------------ | ---------------------- |
| Nr.                    | Rytter                   | Placering              |
| 71                     | Romain Bardet (FRA)      | 38.                    |
| 72                     | Matthew Dinham (AUS)     | 47.                    |
| 73                     | Chris Hamilton (AUS)     | 84.                    |
| 74                     | Andreas Leknessund (NOR) | 90.                    |
| 75                     | Florian Stork (GER)      | 42.                    |
| 76                     | Marco Brenner (GER)      | 93.                    |
| 77                     | Kevin Vermaerke (USA)    | 21.                    |

| EF Education-EasyPost EFE | EF Education-EasyPost EFE  | EF Education-EasyPost EFE |
| ------------------------- | -------------------------- | ------------------------- |
| Nr.                       | Rytter                     | Placering                 |
| 81                        | Neilson Powless (USA)      | 4.                        |
| 82                        | Ben Healy (IRL) (landevej) | 45.                       |
| 83                        | Alberto Bettiol (ITA)      | 12.                       |
| 84                        | Simon Carr (GBR)           | DNF                       |
| 85                        | Andrea Piccolo (ITA)       | DNF                       |
| 86                        | Rigoberto Urán (COL)       | 64.                       |
| 87                        | Odd Christian Eiking (NOR) | 94.                       |

| Groupama-FDJ GFC | Groupama-FDJ GFC         | Groupama-FDJ GFC |
| ---------------- | ------------------------ | ---------------- |
| Nr.              | Rytter                   | Placering        |
| 91               | Bruno Armirail (FRA)     | DNF              |
| 92               | Romain Grégoire (FRA)    | 73.              |
| 93               | Matthieu Ladagnous (FRA) | DNF              |
| 94               | Reuben Thompson (NZL)    | 58.              |
| 95               | Rudy Molard (FRA)        | 36.              |
| 96               | Quentin Pacher (FRA)     | DNF              |
| 97               | Lars van den Berg (NED)  | 75.              |

| Intermarché-Circus-Wanty ICW | Intermarché-Circus-Wanty ICW | Intermarché-Circus-Wanty ICW |
| ---------------------------- | ---------------------------- | ---------------------------- |
| Nr.                          | Rytter                       | Placering                    |
| 101                          | Rui Costa (POR)              | 8.                           |
| 102                          | Biniam Girmay (ERI)          | DNF                          |
| 103                          | Laurens Huys (BEL)           | DNF                          |
| 104                          | Aimé De Gendt (BEL)          | 70.                          |
| 105                          | Lorenzo Rota (ITA)           | 30.                          |
| 106                          | Loïc Vliegen (BEL)           | DNF                          |
| 107                          | Georg Zimmermann (GER)       | DNF                          |

| Ineos Grenadiers IGD | Ineos Grenadiers IGD        | Ineos Grenadiers IGD |
| -------------------- | --------------------------- | -------------------- |
| Nr.                  | Rytter                      | Placering            |
| 111                  | Carlos Rodríguez (ESP)      | 15.                  |
| 112                  | Jhonatan Narváez (ECU)      | 72.                  |
| 113                  | Brandon Rivera (COL)        | DNF                  |
| 114                  | Omar Fraile (ESP)           | DNF                  |
| 115                  | Ben Tulett (GBR)            | DNF                  |
| 116                  | Luke Plapp (AUS) (landevej) | DNF                  |
| 117                  | Ben Turner (GBR)            | HD                   |

| Movistar Team MOV | Movistar Team MOV         | Movistar Team MOV |
| ----------------- | ------------------------- | ----------------- |
| Nr.               | Rytter                    | Placering         |
| 121               | Alex Aranburu (ESP)       | 7.                |
| 122               | Iván García Cortina (ESP) | 27.               |
| 123               | Iván Romeo (ESP)          | 79.               |
| 124               | Lluís Mas (ESP)           | DNF               |
| 125               | José Joaquín Rojas (ESP)  | DNF               |
| 126               | Iván Sosa (COL)           | DNF               |
| 127               | Gorka Izagirre (ESP)      | 26.               |

| Team Jayco AlUla JAY | Team Jayco AlUla JAY       | Team Jayco AlUla JAY |
| -------------------- | -------------------------- | -------------------- |
| Nr.                  | Rytter                     | Placering            |
| 131                  | Michael Matthews (AUS)     | DNF                  |
| 132                  | Hagos Welay Berhe (ETH)    | 41.                  |
| 133                  | Jan Maas (NED)             | 67.                  |
| 134                  | Felix Engelhardt (GER)     | 85.                  |
| 135                  | Chris Harper (AUS)         | 18.                  |
| 136                  | Alessandro De Marchi (ITA) | DNF                  |
| 137                  | Lawson Craddock (USA)      | DNF                  |

| Bahrain Victorious TBV | Bahrain Victorious TBV      | Bahrain Victorious TBV |
| ---------------------- | --------------------------- | ---------------------- |
| Nr.                    | Rytter                      | Placering              |
| 141                    | Pello Bilbao (ESP)          | 2.                     |
| 142                    | Mikel Landa (ESP)           | 17.                    |
| 143                    | Santiago Buitrago (COL)     | 61.                    |
| 144                    | Yukiya Arashiro (JPN)       | DNF                    |
| 145                    | Jonathan Milan (ITA)        | DNF                    |
| 146                    | Edoardo Zambanini (ITA)     | DNF                    |
| 147                    | Johan Price-Pejtersen (DEN) | DNF                    |

| Lidl-Trek LTK | Lidl-Trek LTK                  | Lidl-Trek LTK |
| ------------- | ------------------------------ | ------------- |
| Nr.           | Rytter                         | Placering     |
| 151           | Tony Gallopin (FRA)            | DNF           |
| 152           | Julien Bernard (FRA)           | 48.           |
| 153           | Kenny Elissonde (FRA)          | 33.           |
| 154           | Bauke Mollema (NED)            | 50.           |
| 155           | Marc Brustenga (ESP)           | DNF           |
| 156           | Mathias Vacek (CZE) (landevej) | DNF           |
| 157           | Toms Skujiņš (LAT)             | 6.            |

| Jumbo-Visma TJV | Jumbo-Visma TJV            | Jumbo-Visma TJV |
| --------------- | -------------------------- | --------------- |
| Nr.             | Rytter                     | Placering       |
| 161             | Tiesj Benoot (BEL)         | 10.             |
| 162             | Edoardo Affini (ITA)       | DNF             |
| 163             | Lennard Hofstede (NED)     | DNF             |
| 164             | Thomas Gloag (GBR)         | 86.             |
| 165             | Gijs Leemreize (NED)       | 49.             |
| 166             | Timo Roosen (NED)          | DNF             |
| 167             | Nathan Van Hooydonck (BEL) | 25.             |

| UAE Team Emirates UAD | UAE Team Emirates UAD         | UAE Team Emirates UAD |
| --------------------- | ----------------------------- | --------------------- |
| Nr.                   | Rytter                        | Placering             |
| 171                   | Juan Ayuso (ESP)              | 11.                   |
| 172                   | Sjoerd Bax (NED)              | DNF                   |
| 173                   | George Bennett (NZL)          | 23.                   |
| 174                   | Domen Novak (SLO)             | 76.                   |
| 175                   | Alessandro Covi (ITA)         | 91.                   |
| 176                   | Marc Hirschi (SUI) (landevej) | 13.                   |
| 177                   | Diego Ulissi (ITA)            | 57.                   |

| Burgos-BH BBH | Burgos-BH BBH              | Burgos-BH BBH |
| ------------- | -------------------------- | ------------- |
| Nr.           | Rytter                     | Placering     |
| 181           | Ander Okamika (ESP)        | 78.           |
| 182           | José Manuel Díaz (ESP)     | DNF           |
| 183           | Eric Fagúndez (URU)        | 81.           |
| 184           | Andrés Camilo Ardila (COL) | DNF           |
| 185           | Victor Langellotti (MON)   | DNF           |
| 186           | Mario Aparicio (ESP)       | 68.           |
| 187           | Clément Alleno (FRA)       | HD            |

| Caja Rural-Seguros RGA CJR | Caja Rural-Seguros RGA CJR | Caja Rural-Seguros RGA CJR |
| -------------------------- | -------------------------- | -------------------------- |
| Nr.                        | Rytter                     | Placering                  |
| 191                        | Fernando Barceló (ESP)     | 71.                        |
| 192                        | Jokin Murguialday (ESP)    | 60.                        |
| 193                        | Joel Nicolau (ESP)         | 66.                        |
| 194                        | Abel Balderstone (ESP)     | 37.                        |
| 195                        | Michal Schlegel (CZE)      | 39.                        |
| 196                        | Julen Amezqueta (ESP)      | 83.                        |
| 197                        | Josu Etxeberria (ESP)      | DNF                        |

| Equipo Kern Pharma EKP | Equipo Kern Pharma EKP | Equipo Kern Pharma EKP |
| ---------------------- | ---------------------- | ---------------------- |
| Nr.                    | Rytter                 | Placering              |
| 201                    | Roger Adrià (ESP)      | 46.                    |
| 202                    | Urko Berrade (ESP)     | 34.                    |
| 203                    | Pablo Castrillo (ESP)  | 24.                    |
| 204                    | Iñigo Elosegui (ESP)   | DNF                    |
| 205                    | Jordi López (ESP)      | DNF                    |
| 206                    | Pau Miquel (ESP)       | 51.                    |
| 207                    | Ibon Ruiz (ESP)        | 72.                    |

| Euskaltel-Euskadi EUS | Euskaltel-Euskadi EUS   | Euskaltel-Euskadi EUS |
| --------------------- | ----------------------- | --------------------- |
| Nr.                   | Rytter                  | Placering             |
| 211                   | Xabier Isasa (ESP)      | DNF                   |
| 212                   | Txomin Juaristi (ESP)   | 92.                   |
| 213                   | Ibai Azurmendi (ESP)    | 77.                   |
| 214                   | Xabier Azparren (ESP)   | DNF                   |
| 215                   | Mikel Iturria (ESP)     | 65.                   |
| 216                   | Xabier Berasategi (ESP) | 88.                   |
| 217                   | Joan Bou (ESP)          | 35.                   |

| TotalEnergies TEN | TotalEnergies TEN        | TotalEnergies TEN |
| ----------------- | ------------------------ | ----------------- |
| Nr.               | Rytter                   | Placering         |
| 221               | Mathieu Burgaudeau (FRA) | DNF               |
| 222               | Jérémy Cabot (FRA)       | DNF               |
| 223               | Víctor de la Parte (ESP) | 89.               |
| 224               | Fabien Grellier (FRA)    | DNF               |
| 225               | Alan Jousseaume (FRA)    | 59.               |
| 226               | Pierre Latour (FRA)      | DNF               |
| 227               | Mattéo Vercher (FRA)     | DNF               |

| Lotto Dstny LTD | Lotto Dstny LTD          | Lotto Dstny LTD |
| --------------- | ------------------------ | --------------- |
| Nr.             | Rytter                   | Placering       |
| 231             | Johannes Adamietz (GER)  | 53.             |
| 232             | Arjen Livyns (BEL)       | DNF             |
| 233             | Mathijs Paasschens (NED) | DNF             |
| 234             | Eduardo Sepúlveda (ARG)  | 52.             |
| 235             | Liam Slock (BEL)         | HD              |
| 236             | Harry Sweeny (AUS)       | 22.             |
| 237             | Jarrad Drizners (AUS)    | DNF             |

| Israel-Premier Tech IPT | Israel-Premier Tech IPT  | Israel-Premier Tech IPT |
| ----------------------- | ------------------------ | ----------------------- |
| Nr.                     | Rytter                   | Placering               |
| 241                     | Mads Würtz Schmidt (DEN) | DNF                     |
| 242                     | Jakob Fuglsang (DEN)     | 19.                     |
| 243                     | Omer Goldstein (ISR)     | 80.                     |
| 244                     | Nick Schultz (AUS)       | DNF                     |
| 245                     | Dylan Teuns (BEL)        | DNF                     |
| 246                     | Stephen Williams (GBR)   | 62.                     |
| 247                     | Simon Clarke (AUS)       | 55.                     |